# Ana Petta
Ana Petta é uma atriz e diretora  brasileira, formada pela Universidade de São Paulo (ECA-USP) em Artes Cênicas. É diretora do filme Quando Falta o Ar, vencedor do prêmio de melhor documentário brasileiro do festival É Tudo Verdade 2022 e qualificado ao Oscar. É criadora e protagonista da série de TV Unidade Básica, da Universal,  com três temporadas disponíveis no Globoplay.  Integrou a Companhia São Jorge de Variedades e hoje faz parte da Companhia do Latão. Seu último trabalho na companhia foi “Ópera dos Vivos”, dirigido por Sérgio de Carvalho. Participou dos telefilmes “Uns Braços” e “As Mãos de Meu Filho”, da TV Record, no Especial de Literatura de fim de ano, que resgatam contos de grandes escritores brasileiros, e, atualmente, pode ser vista na televisão no seriado 9mm do canal FOX. Atuou também em outros espetáculos, séries de televisão e filmes, como o longa-metragem “O Mundo Invisível”, da atriz Maria de Medeiros.

## Família
Ana nasceu em 24 de março de 1978 e cresceu em uma família envolvida com o debate de ideias e com as lutas sociais. Seu pai foi líder estudantil na década de 1960, tendo sido preso pela ditadura militar no notório Congresso da UNE realizado em Ibiúna (SP) no ano de 1968. Também atuou como professor. Sua mãe também participou do movimento estudantil na década de 1960, formou-se e lecionou nos ensinos fundamental, supletivo e superior. 

## Carreira

### No teatro
- 2010: Ópera dos Vivos (Cia. do Latão)
- 2008: A Comédia do Trabalho (Cia. do Latão)
- 2008: Entre o Céu e a Terra (Cia. do Latão)
- 2006: Pedro o Cru (Cia. São Jorge de Variedades)
- 2004: As Bastianas (Cia. São Jorge de Variedades)
- 2001: Biedermann e os Incendiários (Cia. São Jorge de Variedades)
- 2001: Um Credor da Fazenda Nacional (Cia. São Jorge de Variedades)

### Na televisão
- 2016: Unidade Básica (Universal)
- 2011: A Vida da Gente (Rede Globo)
- 2010: As mãos de meu filho (TV Record)
- 2010: 9MM - 1ª e 2ª Temporada (FOX)
- 2009: Uns Braços (TV Record)
- 2009: Café (Especial TV Brasil)

### No cinema
- 1997: O Noviço Rebelde[1]
- 2001: Vontade
- 2004: Amarelo Canário
- 2010: Tempo Morto
- 2010: Trabalhar Cansa
- 2011: O Mundo Invisível